# The hjärta & smärta EP
The hjärta & smärta EP är en EP som utgavs 2005 av det svenska rockbandet Kent. The hjärta & smärta EP innehöll fem helt nya låtar, och ett av spåren, "Dom som försvann", innehåller en barnkör från Adolf Fredriks musikklasser. EP:n annonserades endast tre veckor i förväg, men rykten hade cirkulerat tidigare. EP:n är i likhet med albumen Kent och Verkligen producerad av Nille Perned.

## Låtförteckning
Text och musik: Joakim Berg.
1. "Vi mot världen" 4:12
2. "Dom som försvann" 4:55
3. "Ansgar & Evelyne" 4:16 (Låttiteln syftar på två karaktärer som var ett kärlekspar i den tyska TV-serien Zweite Heimat.)
4. "Flen/Paris" 3:44
5. "Månadens erbjudande" 4:12

## Listplaceringar
| Lista (2005-2007) | Topplacering |
| ----------------- | ------------ |
| Danmark           | 2            |
| Finland           | 1            |
| Norge             | 2            |
| Sverige           | 1            |